# Mont Blanc II
Pour les articles homonymes, voir Mont Blanc (homonymie).
Mont Blanc II (né le 2 juin 1963, mort le 23 avril 1982) est un cheval de course de la race des Pur-sang, connu pour sa robe blanche. Né en France dans la Sarthe, il effectue une courte carrière en course en Angleterre avant d'être mis à la reproduction en France, pour créer une race de chevaux blancs. Aucun de ses descendants ne s'illustre sur les hippodromes.

## Histoire
Mont Blanc II naît le 2 juin 1963 dans la ferme de La Barre, chez un agriculteur de Teillé dans la Sarthe, Adolphe Besnard,. L'éleveur prévient les Haras nationaux de la couleur de robe très inhabituelle de son poulain, né entièrement blanc. Le directeur des haras nationaux arrive le lendemain de la naissance du poulain, constatant que l'animal est bien blanc. Mont Blanc II devient un phénomène local, de nombreuses personnes se pressant chez son éleveur pour l'admirer ou lui arracher des crins, proposant même de construire un van en verre pour l'exhiber,. Le 22 août 1964, le poulain est vendu à Deauville  et acheté par l'homme d'affaires londonien Sir Charles Croix, un industriel, qui s'en porte acquéreur pour 27 000 francs, soit l'équivalent d'un peu plus de 4 000 euros.
Mont Blanc II commence sa carrière en courses par une victoire à Lingfield en 1966, mais est battu aux 2000 guinées Stakes. Lors d'une course avec handicap, il fait un claquage des tendons, ce qui met un terme à sa carrière sportive et entraîne le désintérêt de son propriétaire. Le vicomte Pierre de la Grandière le rachète, puis le confie à une éleveuse, Mme Couturié, qui sélectionne une race de chevaux blancs par croisements consanguins.
Mont Blanc II meurt au haras de la Chaise en 1981, vraisemblablement le 23 avril, à l'âge de 18 ans. Mme Couturié était décédée peu de temps auparavant, et l'étalon blanc s'en était trouvé délaissé.

## Description
Mont Blanc II est un Pur-sang, toisant 1,58 m. D'après Homéric, l'administration des haras nationaux français ne l'a jamais reconnu comme un cheval blanc. Cependant, il est bien indiqué comme « Blanc » dans la base de données Infochevaux. Sa peau était entièrement rose à la naissance, mais elle s'est couverte de petites taches de mélanine à la fin de sa vie.

## Origines
Mont Blanc II appartient à la lignée de Darley Arabian. Ses deux parents Pur-sang, Tharsine (sa mère) et Murghab, sont bais. Le premier cheval indiqué comme gris dans son pedigree est The Tetrarch, à la cinquième génération, lui-même fils de Roi Hérode, morphologiquement très proche de lui. 

## Descendance
Mont Blanc II fut apparié à une jument partiellement arabe d'origine inconnue et aux yeux bleus, Fanny, dont naquit Blanche-Neige, une jument blanche aux yeux bleus,. L'année suivante, le même croisement donne un poulain mâle également blanc, nommé Glacier,. Lorsque Blanche-Neige est capable de pouliner, elle est mise à la saillie avec son propre père, donnant le poulain blanc White Glory,. D'après Homéric, ce dernier devient dément, et finit par être abattu. De manière générale, les descendants de Mont Blanc II sont réputés avoir été faibles physiquement, aucun d'eux ne parvenant à faire carrière en sport hippique, à l'exception d'un seul, Le Panache Blanc, qui subit un claquage avant le Grand Prix de Paris.